# Église Saint-Jean (Mayence)
L'église Saint-Jean est la plus ancienne église de Mayence. Construite dès le Xe siècle, elle a longtemps été la première cathédrale du diocèse de Mayence. 

## Histoire
L'archevêque Hatton Ier reconstruisit la cathédrale à partir de 900 environ et la consacra en 910. C'est l'une des plus anciennes cathédrales d'Allemagne après la cathédrale de Trèves. Le bâtiment de Hatto est, avec des modifications ultérieures, la Johanniskirche (église St. John's), qui nous a été transmise au XXe siècle. Cette église a été consacrée comme église cathédrale du diocèse de Mayence d'abord au saint Martin de Tours. Après 975, l'archevêque Willigis fit construire une nouvelle cathédrale à l'est de la cathédrale existante, la nouvelle cathédrale de Mayence. Le nouveau bâtiment fut également consacré à Saint Martin en 1036. Tout l'ameublement et les bénéfices du chapitre de la cathédrale ont été transférés de l'ancienne cathédrale, qui dans les siècles suivants a été appelée Aldedu(o)m, c'est-à-dire l'ancienne cathédrale, à la nouvelle église. Après la consécration du nouveau bâtiment, un monastère de chanoines a été établi dans l'ancienne cathédrale. Ce n'est qu'en 1128 que le patrocinium de Jean-Baptiste fut transmis par écrit pour la vieille cathédrale, mais il fut probablement déjà établi en 1036.
Le roi Henri II fut couronné roi dans la vieille cathédrale en 1002 et l'archevêque Erkanbald y trouva sa dernière demeure en 1021.
En 2009/10, d'importants travaux de rénovation ont été effectués sur la charpente du toit et la maçonnerie du bâtiment. De nombreux événements ont été organisés pour recueillir les fonds nécessaires, dont un concert bénéfice dans la cathédrale catholique voisine.
D'importantes découvertes archéologiques ont été faites à partir du milieu de l'année 2013, lorsque le bâtiment de l'église devait recevoir un chauffage par le sol, ce qui a conduit à une rénovation complète de l'intérieur. Depuis mi-2017, l'intérieur a été complètement vidé et le sol enlevé. D'autres fouilles archéologiques et études de bâtiments sont en cours.
La dalle de pierre de 700 kg du sarcophage, on pense qu'il est le lieu de repos de l'archevêque Erkanbald, a été soulevée à l'aide d'une poulie. Selon l'archéologue suisse Guido Faccani, directeur des fouilles, il n'est pas encore possible de déterminer l'âge de la « personne enterrée ». Des images en direct de l'ouverture du cercueil montraient des restes de textiles et la bordure dorée d'une mitre, le chapeau traditionnel de l'évêque. Apparemment, des rayures dorées étaient également visibles sur les armes des dépouilles mortelles. Selon Faccani, un morceau d'or et des restes de chaussures en tissu finement confectionnées ont également été trouvés.
Selon Faccani, les restes mortels ont probablement été recouverts de chaux caustique pendant son enterrement afin d'accélérer le processus de décomposition. Faccani a également dit que le sarcophage à l'intérieur montre des traces de traitement, qui seront étudiées plus en détail.
L'église Saint-Jean a été acquise en 1828 par la communauté protestante unie. Son saint Patron est saint Jean-Baptiste. Elle est située dans le centre historique de Mayence au sud-est de la cathédrale Saint-Martin de Mayence.